# Mistrovství světa v ledním hokeji 1938

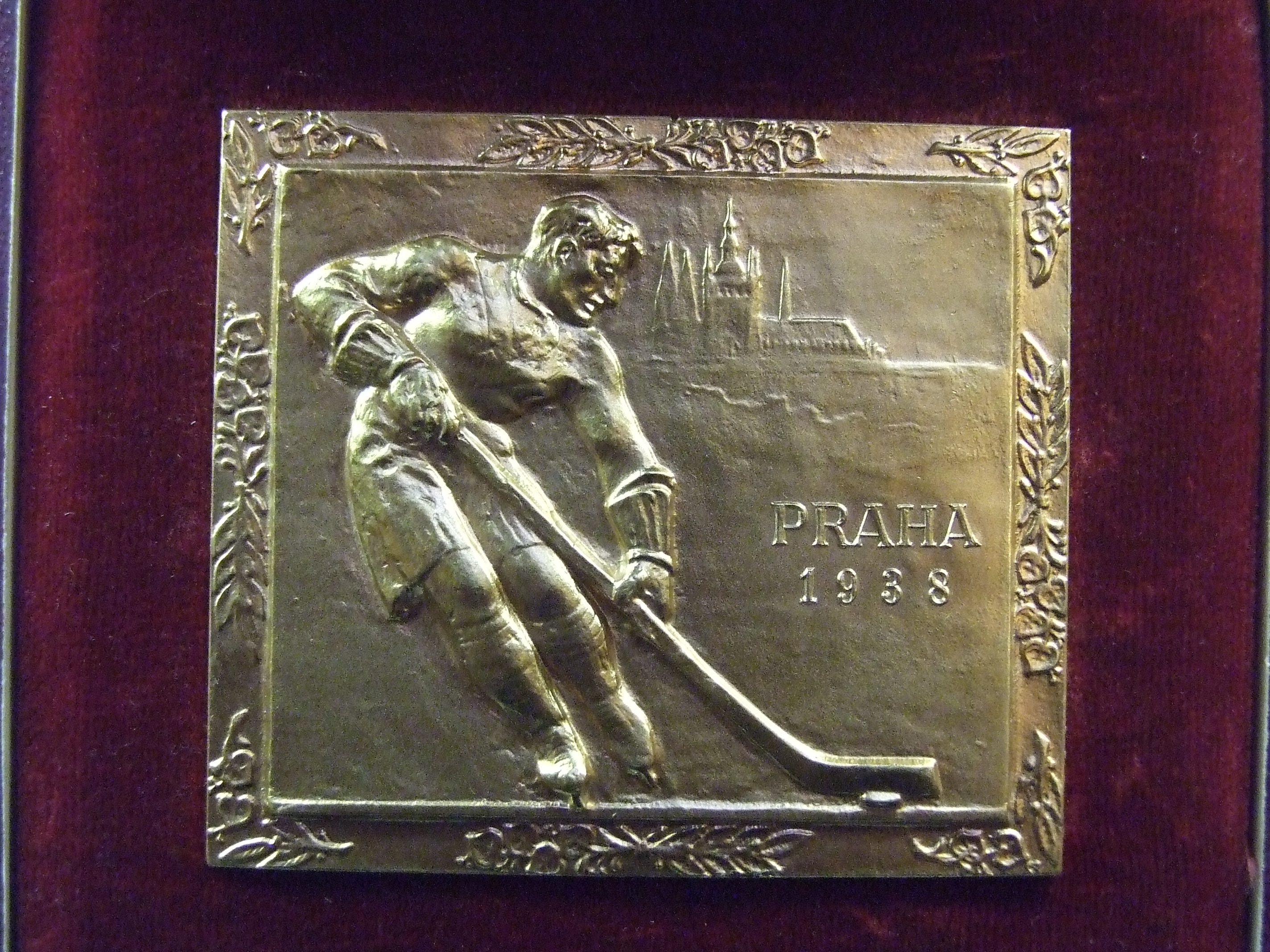
Plaketa z Mistrovství světa v ledním hokeji 1938 v Praze.

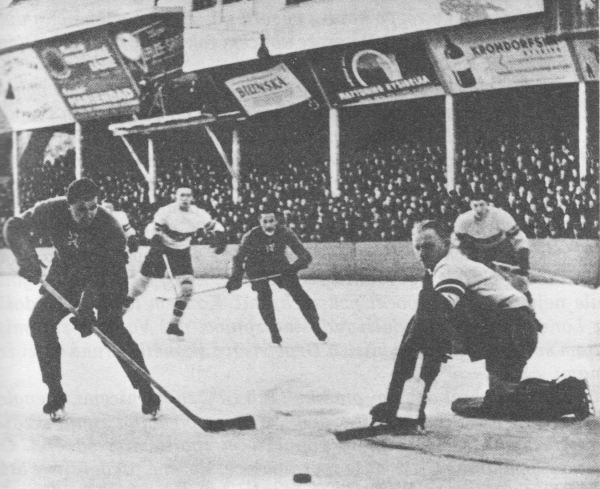
Fotografie ze zápasu o bronzové medaile ČSR-Německo

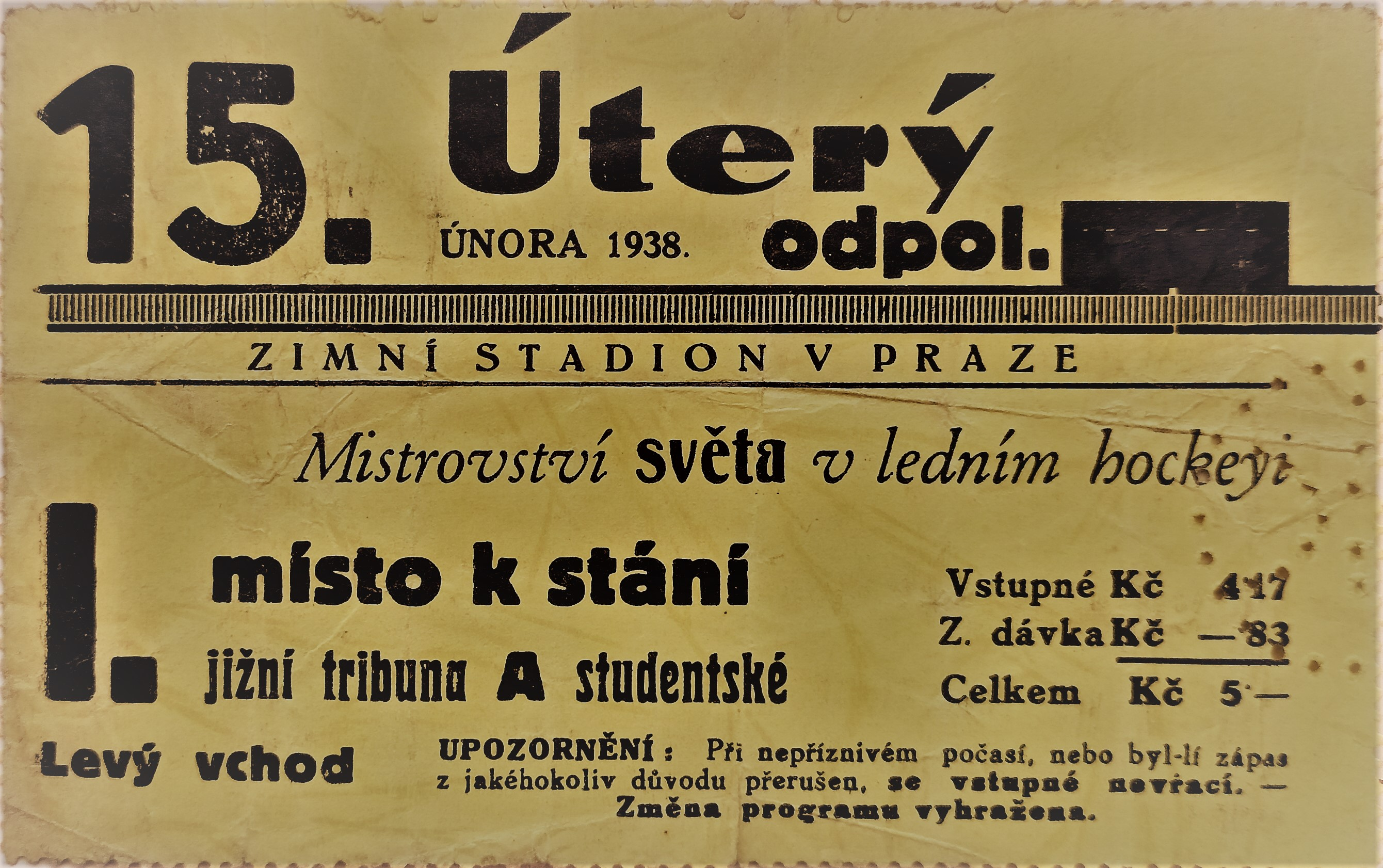
Útržek vstupenky z Mistrovství světa v ledním hokeji 1938.

12. mistrovství světa  a 23. mistrovství Evropy v ledním hokeji probíhalo ve dnech 11. – 20. února 1938 v Československu.
Na turnaj se přihlásilo 14 mužstev, rozlosovaných do tří kvalifikačních skupin. První tři mužstva z každé skupiny postoupila do tří čtvrtfinálových skupin, ze kterých první týmy plus nejlepší evropské mužstvo ze skupiny, kde hrála Kanada, postoupily do play off.
Ve skupinách se hrálo systémem každý s každým. Hrací doba byla 3x15 minut.

## Výsledky a tabulky

### Skupina A
|    |           | SUI  | POL | HUN  | LIT  | ROM | V | R | P | Skóre | B |
| 1. | Švýcarsko | ***  | 7:1 | 1:0  | 15:0 | 8:1 | 4 | 0 | 0 | 31:2  | 8 |
| 2. | Polsko    | 1:7  | *** | 3:0  | 8:1  | 3:0 | 3 | 0 | 1 | 15:8  | 6 |
| 3. | Maďarsko  | 0:1  | 0:3 | ***  | 10:1 | 3:1 | 2 | 0 | 2 | 13:6  | 4 |
| 4. | Litva     | 0:15 | 1:8 | 1:10 | ***  | 1:0 | 1 | 0 | 3 | 3:33  | 2 |
| 5. | Rumunsko  | 1:8  | 0:3 | 1:3  | 0:1  | *** | 0 | 0 | 4 | 2:15  | 0 |

 Švýcarsko –  Maďarsko 1:0 (0:0, 1:0, 0:0)
11. února 1938 (15:00) – Praha (Zimní stadion Štvanice)	

Branky a nahrávky Švýcarska: 17. Richard Torriani (Hans Cattini).

Rozhodčí: Paul Martin (GER), Natan Ališ (TCH)

Vyloučení: 2:5
Švýcarsko: Arnold Hirtz – Christian Badrutt, Franz Geromini – Ferdinand Cattini, Hans Cattini, Richard Torriani – Charles Kessler, Heini Lohrer, Herbert Kessler.
Maďarsko: István Hircsák – Miklós Barcza, István Hubay – Zoltán Jeney, Sándor Miklós, László Róna – Frigyes Helméczy, Béla Háray, Ferenc Szamósi.
 Litva –  Rumunsko 1:0 (0:0, 0:0, 1:0)
11. února 1938 (21:30) (následně po utkání V. Británie – Německo) – Praha (Zimní stadion Štvanice)

Branky a nahrávky Litvy: 26. Vytautas Ilgūnas (Juozas Klimas).

Rozhodčí: Raoul Saue (EST), Jaroslav Kladrubský (TCH)

Vyloučení: 0:2
Litva: Antanas Mačius – Bronius Kuzmickas, Antanas Kuzmickas – Juozas Klimas, Vytautas Ilgūnas, Jurgis Grigalauskas – Eleuterijs Bačinskas, Antanas Jocius, Vladas Karalius.
Rumunsko: Gheorghe Fluieras – Laszló Biró, Paul Anastasiu – Constantin Tico, Alexandru Botez, Alexandru Hugaru – Wilhelm Suck, Anton Panenca, Robert Sadowski.
 Švýcarsko –  Rumunsko 8:1 (2:0, 1:1, 5:0)
12. února 1938 (15:00) – Praha (Zimní stadion Štvanice)

Branky Švýcarska: 11. Ferdinand Cattini, 14. Richard Torriani, 27. Herbert Kessler, 36. Herbert Kessler, 36. Heini Lohrer, 39. Ferdinand Cattini, 41. Richard Torriani, 41. Hans Cattini.

Branky Rumunska: 24. Alexandru Hugaru

Rozhodčí: Paul Martin (GER), Gustav Josek (TCH)

Vyloučení: 1:2
Švýcarsko: Arnold Hirtz – Christian Badrutt, Franz Geromini – Ferdinand Cattini, Hans Cattini, Richard Torriani – Charles Kessler, Heini Lohrer, Herbert Kessler.
Rumunsko: Emil Maesciuc – Laszló Biró, Paul Anastasiu – Radu Tanase, Alexandru Botez, Alexandru Theodorescu – Wilhelm Suck, Anton Panenca, Alexandru Hugaru.
 Polsko –  Litva 8:1 (4:0, 3:0, 1:1)
12. února 1938 (9:30) – Praha (Zimní stadion Štvanice)

Branky a nahrávky Polsko: 2. Zbigniew Kasprzak, 3. Andrzej Wolkowskia, 8. Andrzej Wolkowski (Adam Kowalski), 32. Wladyslaw Król, 33. Mieczyslaw Burda, 34. Andrzej Wolkowski, 40. Karol Marchewczyk, 44. Wladyslaw Król.

Branky Litvy: 39. Antanas Jocius.

Rozhodčí: Jaroslav Kladrubský, Jan Krásl (TCH)
Polsko: Józef Stogowski – Witalis Ludwiczak, Zbigniew Kasprzak – Karol Marchewczyk, Andrzej Wolkowski, Adam Kowalski – Mieczyslaw Burda, Edmund Zielinski, Wladyslaw Król – Wladyslaw Michalik.
Litva: Antanas Mačius – Bronius Kuzmickas, Antanas Kuzmickas – Juozas Klimas, Vytautas Ilgūnas, Jurgis Grigalauskas – Eleuterijs Bačinskas, Antanas Jocius, Vladas Karalius.
 Polsko –  Rumunsko 3:0 (1:0, 2:0, 0:0)
13. února 1938 (9:30) – Praha (Zimní stadion Štvanice)

Branky Polska: 14. Mieczyslaw Burda (Wladyslaw Król), 21. Wladyslaw Król, 27. Edmund Zielinski (Wladyslaw Król).

Rozhodčí: Raoul Saue (EST), Josef Herman (TCH)

Vyloučení: 2:1
Polsko: Józef Stogowski – Zbigniew Kasprzak, Witalis Ludwiczak – Karol Marchewczyk, Andrzej Wolkowski, Adam Kowalski – Mieczyslaw Burda, Wladyslaw Król, Edmund Zielinski – Henrik Przedpelski.
Rumunsko: Gheorghe Fluieras – Paul Anastasiu, Laszló Biró –  Alexandru Botez, Robert Sadowski, Constantin Tico – Wilhelm Suck, Alexandru Hugaru, Anton Panenca.
 Maďarsko –  Litva 10:1 (2:0, 4:0, 4:1)
13. února 1938 (11:00) (následně po utkání Polsko – Rumunsko) – Praha (Zimní stadion Štvanice)

Branky a nahrávky Maďarska: 2. Sándor Miklós (László Róna), 4. László Róna (Sándor Miklós), 26. Sándor Miklós, 27. Sándor Miklós (László Róna), 28. László Róna, 29. György Margó, 33. László Róna (Zoltán Jeney, Sándor Miklós), 34. László Róna, 34. Ferenc Szamósi (László Róna), 42. Sándor Miklós.

Branky Litvy: 44. Eleuterijs Bačinskas

Rozhodčí: Vilém Fröhlich, Karel Steigenhöfer (TCH)
Maďarsko: István Hircsák – Pál Bekési-Bliesener, István Hubay – Zoltán Jeney, Sándor Miklós, László Róna – Frigyes Helméczy, Béla Háray, Ferenc Szamósi – György Margó.
Litva: Antanas Mačius – Bronius Kuzmickas, Antanas Kuzmickas – Juozas Klimas, Antanas Jocius, Jurgis Grigalauskas – Eleuterijs Bačinskas, Vladas Karalius, Alfredas Hofmanas - Vladas Matulevičius.
 Švýcarsko –  Litva 15:0 (9:0, 2:0, 4:0)
14. února 1938 (9:00) – Praha (Zimní stadion Štvanice)

Branky Švýcarska: 1. a 3. Hans Cattini, 3. Ferdinand Cattini, 6. a 7. Herbert Kessler, 10. a 11. Richard Torriani, 12. Hans Cattini, 13. Ferdinand Cattini, 18. Ferdinand Cattini, 27. Heini Lohrer, 32. a 35. Ferdinand Cattini, 36. Heini Lohrer, 37. Franz Geromini

Rozhodčí: Tadeusz Sachs (POL), Raoul Saue (EST)

Vyloučení: 0:2
Švýcarsko: Arnold Hirtz – Christian Badrutt, Franz Geromini – Ferdinand Cattini, Hans Cattini, Richard Torriani – Charles Kessler, Heini Lohrer, Herbert Kessler.
Litva: Antanas Mačius – Antanas Kuzmickas, Jurgis Grigalauskas - Juozas Klimas, Antanas Jocius, Vilhelmas Dornas – Eleuterijs Bačinskas, Vladas Karalius, Alfredas Hofmanas - Bronius Kuzmickas.
 Polsko –  Maďarsko 3:0 (1:0, 1:0, 1:0)
14. února 1938 (21:30) (následně po utkání Německo – USA) – Praha (Zimní stadion Štvanice)

Branky a nahrávky Polska: 9. Herbert Urson (Andrzej Wolkowski), 26. Andrzej Wolkowski, 41. Wladyslaw Król (Henrik Przedpelski).

Rozhodčí: Fritz Kraatz (SUI), Vilém Fröhlich (TCH)

Vyloučení: 0:2
Polsko: Józef Stogowski – Zbigniew Kasprzak, Witalis Ludwiczak – Andrzej Wolkowski, Herbert Urson, Adam Kowalski – Edmund Zielinski, Mieczyslaw Burda, Wladyslaw Król – Henrik Przedpelski.
Maďarsko: István Hircsák – Miklós Barcza, György Margó – Zoltán Jeney, Sándor Miklós, Frigyes Helméczy – Béla Háray, Ferenc Szamósi, Gyözö Ördödi.
 Maďarsko –  Rumunsko	3:1 (1:1, 1:0, 1:0)
15. února 1938 (9:30) – Praha (Zimní stadion Štvanice)

Branky Maďarska: 3. László Róna (Zoltán Jeney, Sándor Miklós), 17. László Róna (Sándor Miklós), 43. Sándor Miklós.

Branky Rumunska: 2. Anton Panenca.

Rozhodčí: Tadeusz Sachs (POL), Natan Ališ (TCH)
Maďarsko: István Hircsák – Miklós Barcza, Pál Bekési-Bliesener – Zoltán Jeney, László Róna, Sándor Miklós – Gyözö Ördödi, Béla Háray, Jenö Pálfalvi.
Rumunsko: Gheorghe Fluieras – Paul Anastasiu, Laszló Biró – Wilhelm Suck, Anton Panenca, Alexandru Hugaru – Constantin Tico, Alexandru Botez, Robert Sadowski –  Stefan Tomovici.
 Švýcarsko –  Polsko 	7:1 (3:0, 1:0, 3:1)
15. února 1938 (15:00) (následně po utkání USA – Velká Británie) – Praha (Zimní stadion Štvanice)

Branky a nahrávky Švýcarska: 1. Ferdinand Cattini (Richard Torriani), 12. Ferdinand Cattini (Hans Cattini), 14. Richard Torriani, 22. Heini Lohrer, 39. Charly Kessler (Herbert Kessler), 39. Herbert Kessler (Christian Badrutt), 40. Herbert Kessler (Charles Kessler, Heini Lohrer).

Branky a nahrávky Polska: 34. Karol Marchewczyk (Andrzej Wolkowski).

Rozhodčí: Paul Martin (GER), Jaroslav Kladrubský (TCH)

Vyloučení: 1:0
Švýcarsko: Arnold Hirtz – Christian Badrutt, Franz Geromini – Richard Torriani, Ferdinand Cattini, Hans Cattini – Charles Kessler, Heini Lohrer, Herbert Kessler - Otto Heller.
Polsko: Kazimierz Tarlowski –  Witalis Ludwiczak, Zbigniew Kasprzak – Karol Marchewczyk, Henrik Przedpelski, Herbert Urson – Alfred Andrzejewski, Wladyslaw Michalik, Wladyslaw Król - Andrzej Wolkowski.

### Skupina B
|    |                | GBR  | USA  | GER | LAT  | NOR  | V | R | P | Skóre | B |
| 1. | Velká Británie | ***  | 1:1p | 1:0 | 5:1  | 8:0  | 3 | 1 | 0 | 15:2  | 7 |
| 2. | USA            | 1:1p | ***  | 1:0 | 1:0  | 7:1  | 3 | 1 | 0 | 10:2  | 7 |
| 3. | Německo        | 0:1  | 0:1  | *** | 1:0  | 8:0  | 2 | 0 | 2 | 9:2   | 4 |
| 4. | Lotyšsko       | 1:5  | 0:1  | 0:1 | ***  | 3:1p | 1 | 0 | 3 | 4:8   | 2 |
| 5. | Norsko         | 0:8  | 1:7  | 0:8 | 1:3p | ***  | 0 | 0 | 4 | 2:26  | 0 |

 Lotyšsko –  Norsko 3:1 (1:0, 0:1, 0:0 – 2:0 pp)
11. února 1938 (16:30) (následně po utkání Švýcarsko – Maďarsko) – Praha (Zimní stadion Štvanice)

Branky a nahrávky Lotyšska: 5. Ludvigs Putniņš (Roberts Bluķis), 54. Edgars Klāvs (Arvīds Pētersons), 54. Edgars Klāvs (Arvīds Pētersons).

Branky Norska: 30. Knut Bogh.

Rozhodčí: Jiří Reisenzahn (TCH), Geza Lator (HUN)

Vyloučení: 0:1
Lotyšsko: Roberts Lapainis – Leonīds Vedējs, Kārlis Paegle – Arvīds Pētersons, Ādolfs Petrovskis, Edgars Klāvs – Kārlis Zilpaušs, Ludvigs Putniņš, Roberts Bluķis.
Norsko: Ernst Heinrichsen – Hans Jensen, Johan Narvestad – Rudolf Eisenhardt, Johnny Larsen, Knut Bogh – Ottar Buran, Eugen Skalleberg, Per Linnés.
 Velká Británie –  Německo 1:0 (0:0, 1:0, 0:0)
11. února 1938 (20:00) – Praha (Zimní stadion Štvanice)

Branky a nahrávky Velké Británie: 40. Jimmy Kelly (Alexander Archer).

Rozhodčí: André Poplimont (BEL), Jan Krásl (TCH)

Vyloučení: 1:1
Velká Británie: James Foster – Robert Wyman, Gordon Dailley – John Davey, Alexander Chappell, Pete Halford – Alexander Archer, Archibald Stinchcombe, Jimmy Kelly – Art Ridley.
Německo: Wilhelm Egginger – Karl Wild, Rudolf Tobien – Hans Lang, Georg Strobl, Philipp Schenk – Roman Kessler,  Walter Schmidinger, Herbert Schibukat – Anton Wiedemann.
 USA –  Lotyšsko 1:0 (0:0, 1:0, 0:0)
12. února 1938 (11:00) (následně po utkání Polsko – Litva) – Praha (Zimní stadion Štvanice)

Branky USA: 23. Hugh Young.

Rozhodčí: Tadeusz Sachs (POL), Vilém Fröhlich (TCH)

Vyloučení: 1:2
USA: Gerry Cosby – Spencer Wagnild, Alfred Van – George Quirk, Art Bogue, Larry Charest – Hugh Young, Ralph Dondi, Ray Lemieux.
Lotyšsko: Roberts Lapainis – Leonīds Vedējs, Kārlis Paegle – Arvīds Pētersons, Ādolfs Petrovskis, Edgars Klāvs – Kārlis Zilpaušs, Ludvigs Putniņš, Roberts Bluķis.
 Velká Británie –  Norsko 8:0 (2:0, 1:0, 5:0)
12. února 1938 (21:30) (následně po utkání ČSR – Rakousko) – Praha (Zimní stadion Štvanice)

Branky a nahrávky Velké Británie: 7. John Davey (Gordon Dailley), 11. Gordon Dailley (John Davey), 21. Jimmy Kelly, 33. John Davey, 40. John Davey, 41. Alexander Chappell, 42. Alexander Chappell (John Davey), 44:59. Archibald Stinchcombe (Jimmy Kelly).

Rozhodčí: Fritz Kraatz (SUI), Jan Krásl (TCH)

Vyloučení: 0:1
Velká Británie: James Foster – Robert Wyman, Gordon Dailley – Alexander Archer, Archibald Stinchcombe, Jimmy Kelly – John Davey, Alexander Chappell, Pete Halford – Art Ridley.
Norsko: Ernst Heinrichsen – Hans Jensen, Johan Narvestad – Rudolf Eisenhardt, Johnny Larsen, Knut Bogh – Ottar Buran, Eugen Skalleberg, Per Linnés.
 USA –  Norsko 7:1 (3:0, 4:0, 0:1)
13. února 1938 (21:30) (následně po utkání ČSR – Švédsko) – Praha (Zimní stadion Štvanice)

Branky USA: 1. Art Bogue, 4. Ralph Dondi, 8. Art Bogue, 13. George Quirk, 31. George Quirk, 33. a 44. Larry Charest

Branky Norska: Kaare Hansen

Rozhodčí: Natan Ališ, Vilém Fröhlich (TCH)
USA: Gerry Cosby – John Hutchinson, Alfred Van - Spencer Wagnild, George Quirk, Art Bogue – Larry Charest, Ray Lemieux, Ralph Dondi – Hugh Young.
Norsko: Ernst Heinrichsen – Hans Jensen, Rudolf Eisenhardt –  Johan Narvestad, Ottar Buran, Eugen Skalleberg - Kaare Hansen, Johnny Larsen, Knut Bogh – Per Linnés.
 Německo –  Lotyšsko 1:0 (0:0, 1:0, 0:0)
13. února 1938 (16:30) (následně po utkání Kanada – Rakousko) – Praha (Zimní stadion Štvanice)

Branky a nahrávky Německa: 20. Herbert Schibukat (Rudolf Ball).

Rozhodčí: Fritz Kraatz (SUI), Raoul Saue (EST)

Vyloučení: 2:3
Německo: Alfred Hoffmann – Gustav Jaenecke, Rudolf Tobien – Rudolf Ball, Herbert Schibukat, Alois Kuhn - Roman Kessler, Walter Schmidinger, Anton Wiedemann – Philipp Schenk.
Lotyšsko: Roberts Lapainis – Leonīds Vedējs, Kārlis Paegle – Arvīds Pētersons, Ādolfs Petrovskis, Edgars Klāvs – Roberts Bluķis, Ludvigs Putniņš, Kārlis Zilpaušs - Aleksejs Auziņš.
 Velká Británie –  Lotyšsko 5:1 (1:0, 2:0, 2:1)
14. února 1938 (16:30) (následně po utkání Švýcarsko – Litva) – Praha (Zimní stadion Štvanice)

Branky a nahrávky Velké Británie: 2. John Davey (Alexander Chappell), 21. John Davey, 29. Alexander Archer (Archibald Stinchcombe), 32. Alexander Chappell (John Davey), 41. John Davey (Gordon Dailley).

Branky a nahrávky Lotyšska: 36. Ludvigs Putniņš (Roberts Bluķis).

Rozhodčí: Sándor Minder (HUN), Josef Ženíšek (TCH)
Velká Británie: James Foster – Robert Wyman, Gordon Dailley – Art Ridley, John Davey, Alexander Chappell - Alexander Archer, Archibald Stinchcombe, Jimmy Kelly – Ronnie Wilson.
Lotyšsko: Roberts Lapainis – Leonīds Vedējs, Kārlis Paegle – Arvīds Pētersons, Ādolfs Petrovskis, Edgars Klāvs – Kārlis Zilpaušs, Ludvigs Putniņš, Roberts Bluķis.
 USA –  Německo 1:0 (1:0, 0:0, 0:0)
14. února 1938 (15:00) – Praha (Zimní stadion Štvanice)

Branky a nahrávky USA: 14. Larry Charest (George Quirk).

Rozhodčí: Fritz Kraatz (SUI), Karel Kolář (TCH)

Vyloučení: 1:1
USA: Gerry Cosby – Spencer Wagnild, Alfred Van -  George Quirk, Art Bogue, Larry Charest – Ray Lemieux, Ralph Dondi, Hugh Young – John Hutchinson.
Německo: Wilhelm Egginger – Gustav Jaenecke, Rudolf Tobien –  Hans Lang, Georg Strobl, Philipp Schenk – Roman Kessler, Herbert Schibukat, Alois Kuhn – Anton Wiedemann.
 Německo –  Norsko 8:0 (2:0, 1:0, 5:0)
15. února 1938 (11:00) (následně po utkání Maďarsko – Rumunsko) – Praha (Zimní stadion Štvanice)

Branky a nahrávky Německa: 7. Karl Wild (Rudolf Ball), 7. Hans Lang, 27. Walter Schmidinger (Gustav Jaenecke), 31. Rudolf Ball, 36. Georg Strobl (Gustav Jaenecke), 36. Gustav Jaenecke, 40. Rudolf Ball, 42. Gustav Jaenecke.

Rozhodčí: Vilém Fröhlich, Jiří Reisenzahn (TCH)

Vyloučení: 0:1
Německo:  Alfred Hoffmann – Gustav Jaenecke, Karl Wild – Hans Lang, Georg Strobl, Philipp Schenk – Roman Kessler, Rudolf Ball, Walter Schmidinger – Alois Kuhn.
Norsko: Hans Fjeld – Hans Jensen, Johan Narvestad – Kaare Hansen, Johnny Larsen, Knut Bogh – Per Linnés, Eugen Skalleberg, Ottar Buran – Rudolf Eisenhardt, Ernst Heinrichsen.
 Velká Británie –  USA 1:1 (0:0, 0:0, 1:1 – 0:0, 0:0, 0:0 pp)
15. února 1938 (15:00) – Praha (Zimní stadion Štvanice)

Branky a nahrávky Velké Británie: 40. John Davey (Jimmy Kelly).

Branky USA: 19. Art Bogue

Rozhodčí: Tadeusz Sachs (POL), André Poplimont (BEL)

Vyloučení: 1:1
Velká Británie: James Foster – Robert Wyman, Gordon Dailley – John Davey, Alexander Chappell, Pete Halford - Alexander Archer, Archibald Stinchcombe, Jimmy Kelly – Ronnie Wilson.
USA: Gerry Cosby – Spencer Wagnild, Alfred Van -  George Quirk, Art Bogue, Larry Charest – Ray Lemieux, Ralph Dondi, Hugh Young – John Hutchinson.

### Skupina C
|    |          | CAN | TCH  | SWE  | AUT  | V | R | P | Skóre | B |
| 1. | Kanada   | *** | 3:0  | 3:2  | 3:0  | 3 | 0 | 0 | 9:2   | 6 |
| 2. | ČSR      | 0:3 | ***  | 0:0p | 1:0  | 1 | 1 | 1 | 1:3   | 3 |
| 3. | Švédsko  | 2:3 | 0:0p | ***  | 1:1p | 0 | 2 | 1 | 3:4   | 2 |
| 4. | Rakousko | 0:3 | 0:1  | 1:1p | ***  | 0 | 1 | 2 | 1:5   | 1 |

 Kanada –  Švédsko	3:2 (1:0, 1:2, 1:0)
12. února 1938 (16:30) (následně po utkání Švýcarsko – Rumunsko) – Praha (Zimní stadion Štvanice)

Branky a anhrávky Kanady: 5. Jimmy Russell, 26. Percy Allen (Roy Heximer), 43. Percy Allen

Branky a anhrávky Švédska: 21. Stig Andersson (Karl Forsström), 28. Stig Andersson (Axel Nilsson).

Rozhodčí: André Poplimont (BEL), Géza Lator (HUN)

Vyloučení: 4:0
Kanada: John Coulter – Buster Portland, Johnny Godfrey – Pat McReavy, Roy Heximer, Percy Allen – Gordie Bruce, Jimmy Russell, Reg Chipman – Jack Marshall.
Švédsko: Kurt Svanberg – Axel Nilsson, Sven Bergqvist – Olle Andersson, Åke Erikson, Holger Engberg – Ragnar Johansson, Stig Andersson, Lennart Hellman – Karl Forsström.
 Československo –  Rakousko 1:0 (0:0, 0:0, 1:0)
12. února 1938 (20:00) – Praha (Zimní stadion Štvanice)	

Branky a nahrávky Československa: 44:25 Oldřich Kučera (Josef Maleček).

Rozhodčí: Tadeusz Sachs (POL), Sándor Minder (HUN)

Vyloučení: 1:2 (využití 0:0)
ČSR: Bohumil Modrý – František Pácalt, Jaroslav Pušbauer, Jan Michálek – Ladislav Troják, Josef Maleček, Oldřich Kučera – František Pergl, Alois Cetkovský, Jaroslav Císař.
Rakousko: Josef Wurm – Rudolf Vojta, Franz Csöngei – Karl Kirchberger, Oskar Nowak, Friedrich Demmer – Hans Tatzer, Hans Stertin, Max Schneider - Walter Feistritzer.
 Kanada –  Rakousko 3:0 (1:0, 1:0, 1:0)
13. února 1938 (15:00) – Praha (Zimní stadion Štvanice)

Branky a nahrávky Kanady: 6. Jimmy Russell, 21. Percy Allen, 40. Pat McReavy (Percy Allen).

Rozhodčí: Tadeusz Sachs (POL), André Poplimont (BEL)

Vyloučení: 5:3
Kanada: John Coulter – Johnny Godfrey, Buster Portland – Roy Heximer, Pat McReavy, Percy Allen – Jimmy Russell, Reg Chipman, Gordie Bruce – Jack Marshall.
Rakousko: Josef Wurm – Rudolf Vojta, Franz Csöngei – Karl Kirchberger, Oskar Nowak, Friedrich Demmer – Franz Zehetmayer, Hans Schneider, Hans Tatzer - Walter Feistritzer.
 Československo –  Švédsko	0:0 pp
13. února 1938 (20:00) – Praha (Zimní stadion Štvanice)

Rozhodčí: Tadeusz Sachs (POL), André Poplimont (BEL)

Vyloučení: 0:6
ČSR: Bohumil Modrý – František Pácalt, Jaroslav Pušbauer – Ladislav Troják, Josef Maleček, Oldřich Kučera –  Alois Cetkovský, Zdeněk Jirotka, Drahoš Jirotka – František Pergl.
Švédsko: Kurt Svanberg – Axel Nilsson, Sven Bergqvist – Holger Engberg, Åke Erikson, Olle Andersson – Karl Forsström, Stig Andersson, Ragnar Johansson - Åke Andersson.
 Československo –  Kanada 0:3 (0:2, 0:0, 0:1)
15. února 1938 (20:00) – Praha (Zimní stadion Štvanice)

Branky a nahrávky Kanady: 6. Gordie Bruce (Jimmy Russell), 12. Percy Allen (Pat McReavy), 40. Reg Chipman

Rozhodčí: André Poplimont (BEL), Tadeusz Sachs (POL)

Vyloučení: 2:2 (využití 0:0)
ČSR: Bohumil Modrý – František Pácalt, Jaroslav Pušbauer, Jan Michálek – Ladislav Troják, Josef Maleček, Oldřich Kučera –  Alois Cetkovský, František Pergl, Jaroslav Císař.
Kanada: John Coulter – Johnny Godfrey, Buster Portland – Roy Heximer, Pat McReavy, Percy Allen – Jimmy Russell, Reg Chipman, Gordie Bruce – Jack Marshall.
 Švédsko –  Rakousko	1:1 (0:1, 1:0, 0:0 – 0:0, 0:0, 0:0 pp)
15. února 1938 (21:30) – Praha (Zimní stadion Štvanice)	

Branky a nahrávky Švédska: 18. Olle Andersson (Karl Forsström).

Branky a nahrávky Rakouska: 15. Friedrich Demmer (Walter Feistritzer).

Rozhodčí: Vilém Fröhlich (TCH), Albert Geromini (SUI)

Vyloučení: 2:1
Švédsko: Kurt Svanberg – Axel Nilsson, Sven Bergqvist – Holger Engberg, Åke Erikson, Åke Erikson – Karl Forsström, Stig Andersson, Olle Andersson – Ragnar Johansson.
Rakousko: Josef Wurm – Rudolf Vojta, Franz Csöngei – Walter Feistritzer, Oskar Nowak, Friedrich Demmer – Hans Schneider, Hans Stertin, Hans Tatzer – Karl Kirchberger.

### Čtvrtfinále A
|    |           | TCH  | SUI  | USA | V | R | P | Skóre | B |
| 1. | ČSR       | ***  | 3:2p | 2:0 | 2 | 0 | 0 | 5:2   | 4 |
| 2. | Švýcarsko | 2:3p | ***  | 1:0 | 1 | 0 | 1 | 3:3   | 2 |
| 3. | USA       | 0:2  | 0:1  | *** | 0 | 0 | 2 | 0:3   | 0 |

 Československo –  USA	2:0 (0:0, 1:0, 1:0)
16. února 1938 (20:00) – Praha (Zimní stadion Štvanice)

Branky a anhrávky Československa: 27. Alois Cetkovský (deněk Jirotka), 35. František Pergl (Alois Cetkovský).

Rozhodčí: Paul Martin (GER), Tadeusz Sachs (POL)

Vyloučení: 1:2 (využití 1:0)
ČSR: Bohumil Modrý – František Pácalt, Jan Michálek – Ladislav Troják, Josef Maleček, Oldřich Kučera –  Alois Cetkovský, František Pergl, Jaroslav Císař - Zdeněk Jirotka.
USA: Gerry Cosby – Alfred Van, Spencer Wagnild - George Quirk, Art Bogue, Larry Charest – Ray Lemieux, Ralph Dondi, Hugh Young.
 Švýcarsko –  USA	1:0 (0:0, 0:0, 1:0)
17. února 1938 (20:00) – Praha (Zimní stadion Štvanice)

Branky a nahrávky Švýcarska: 42. Ferdinand Cattini (Richard Torriani, Hans Cattini).

Rozhodčí: Paul Martin (GER), Tadeusz Sachs (POL)

Vyloučení: 0:1
Švýcarsko: Arnold Hirtz – Christian Badrutt, Franz Geromini – Richard Torriani, Ferdinand Cattini, Hans Cattini – Charles Kessler, Heini Lohrer, Herbert Kessler.
USA: Gerry Cosby – Spencer Wagnild, Alfred Van -  George Quirk, Art Bogue, Larry Charest – Hugh Young, Ralph Dondi, Ray Lemieux.
 Československo –  Švýcarsko 	3:2 (0:1, 1:0 . 0:0 – 2:1pp)
18. února 1938 (20:00) (následně po utkání Kanada – Maďarsko) – Praha (Zimní stadion Štvanice

Branky a nahrávky Československa: 21. Ladislav Troják (Josef Maleček), 51. Oldřich Kučera (Josef Maleček, František Pergl), 54. Ladislav Troják (Josef Maleček,František Pácalt).

Branky a nahrávky Švýcarska: 11. Richard Torriani (Ferdinand Cattini, Hans Cattini), 50. Ferdinand Cattini (Richard Torriani).

Rozhodčí: Franz Kreisel (GER), Tadeusz Sachs (POL)

Vyloučení: 0:2 (využití 0:0)
ČSR: Bohumil Modrý – František Pácalt, Jan Michálek – Ladislav Troják, Josef Maleček, Oldřich Kučera – František Pergl, Alois Cetkovský, Jaroslav Císař.
Švýcarsko: Arnold Hirtz – Christian Badrutt, Franz Geromini – Richard Torriani, Ferdinand Cattini, Hans Cattini – Charles Kessler, Heini Lohrer, Herbert Kessler - Albert Geromini.

### Čtvrtfinále B
|    |                | GBR | SWE | POL | V | R | P | Skóre | B |
| 1. | Velká Británie | *** | 3:2 | 7:1 | 2 | 0 | 0 | 10:3  | 4 |
| 2. | Švédsko        | 2:3 | *** | 1:0 | 1 | 0 | 1 | 3:3   | 2 |
| 3. | Polsko         | 1:7 | 0:1 | *** | 0 | 0 | 2 | 1:8   | 0 |

 Švédsko –  Polsko	1:0 (0:0, 0:0, 1:0)
16. února 1938 (15:00) – Praha (Zimní stadion Štvanice)

Branky a nahrávky Švédska: 40. Holger Engberg (Olle Andersson).

Rozhodčí: Albert Geromini (SUI), Vilém Fröhlich (TCH)

Vyloučení: 1:1
Švédsko: Kurt Svanberg – Axel Nilsson, Sven Bergqvist – Holger Engberg, Åke Erikson, Åke Erikson – Karl Forsström, Stig Andersson, Olle Andersson – Ragnar Johansson.
Polsko: Józef Stogowski – Witalis Ludwiczak, Zbigniew Kasprzak – Karol Marchewczyk, Andrzej Wolkowski, Adam Kowalski – Edmund Zielinski, Mieczyslaw Burda, Herbert Urson – Wladyslaw Król.
 Velká Británie -  Švédsko 3:2 (0:0, 1:1, 2:1)
17. února 1938 (následně po utkání USA – ČSR) – Praha (Zimní stadion Štvanice)

Branky a nahrávky Velké Británie: 30. Archibald Stinchcombe, 32. Alexander Archer (Jimmy Kelly), 34. John Davey

Branky a nahrávky Švédska: 19. Olle Andersson (Stig Andersson), 41. Stig Andersson (Olle Andersson).

Rozhodčí: André Poplimont (BEL), Fritz Kraatz (SUI)

Vyloučení: 3:3
Velká Británie: James Foster – Robert Wyman, Gordon Dailley – John Davey, Alexander Archer, Jimmy Kelly – Pete Halford, Archibald Stinchcombe, Alexander Chappell – Ronnie Wilson.
Švédsko: Kurt Svanberg – Axel Nilsson, Sven Bergqvist – Åke Erikson, Holger Engberg, Åke Erikson – Olle Andersson, Karl Forsström, Stig Andersson – Folke Jansson.
 Velká Británie –  Polsko 7:1 (3:1, 4:0, 0:0)
18. února 1938 (15:00) – Praha (Zimní stadion Štvanice)

Branky a nahrávky Velké Británie: 2. Archibald Stinchcombe (Jimmy Kelly), 8. Alexander Archer (Archibald Stinchcombe), 14. Gordon Dailley, 16. Jimmy Kelly, 17. Archibald Stinchcombe (Alexander Archer), 21. Jimmy Kelly (Alexander Chappell), 30. John Davey (Alexander Chappell).

Branky a nahrávky Polska: 6. Andrzej Wolkowski (Adam Kowalski).

Rozhodčí: André Poplimont (BEL), Jaroslav Kladrubský (TCH)

Vyloučení: 3:3
Velká Británie: James Foster – Robert Wyman, Gordon Dailley – Alexander Archer, Archibald Stinchcombe, Jimmy Kelly – John Davey, Alexander Chappell, Pete Halford – Art Ridley,  Pete Woolsey.
Polsko: Józef Stogowski – Witalis Ludwiczak, Zbigniew Kasprzak – Karol Marchewczyk, Andrzej Wolkowski, Adam Kowalski – Wladyslaw Król, Edmund Zielinski, Herbert Urson – Mieczyslaw Burda.

### Čtvrtfinále C
|    |          | CAN  | GER  | HUN  | V | R | P | Skóre | B |
| 1. | Kanada   | ***  | 3:2p | 1:1p | 1 | 1 | 0 | 4:3   | 3 |
| 2. | Německo  | 2:3p | ***  | 1:0  | 1 | 0 | 1 | 3:3   | 2 |
| 3. | Maďarsko | 1:1p | 0:1  | ***  | 0 | 1 | 1 | 1:2   | 1 |

- Německo postoupilo do semifinále jako nejlepší evropský tým ze skupiny C.

 Kanada –  Německo 3:2 (1:1, 0:1, 1:0 – 1:0 pp)
16. února 1938 (15:00) – Praha (Zimní stadion Štvanice)

Branky Kanady: 12. Percy Allen, 45. Gordie Bruce, 47. Johnny Godfrey

Branky a nahrávky Německa: 11. Rudolf Tobien (Rudolf Ball), 17. Rudolf Ball (Herbert Schibukat).

Rozhodčí: André Poplimont (BEL), Tadeusz Sachs (POL)

Vyloučení: 1:2
Kanada: John Coulter – Buster Portland, Johnny Godfrey – Roy Heximer, Pat McReavy, Percy Allen – Gordie Bruce, Reg Chipman, Jimmy Russell – Jack Marshall.
Německo: Alfred Hoffmann – Rudolf Tobien, Karl Wild –  Anton Wiedemann, Georg Strobl, Hans Lang – Herbert Schibukat, Rudolf Ball, Roman Kessler – Philipp Schenk.
 Německo –  Maďarsko	1:0 (0:0, 1:0, 0:0)
17. února 1938 (následně po utkání Švýcarsko – USA) – Praha (Zimní stadion Štvanice)

Branky a nahrávky Německa: 19. Georg Strobl (Philipp Schenk).

Rozhodčí: Fritz Kraatz (SUI), Albert Geromini (SUI)

Vyloučení: 0:1
Německo: Wilhelm Egginger – Gustav Jaenecke, Rudolf Tobien - Hans Lang, Georg Strobl, Philipp Schenk – Roman Kessler, Herbert Schibukat, Walter Schmidinger – Rudolf Ball.
Maďarsko: István Hircsák – Miklós Barcza, Zoltán Jeney – Béla Háray, Sándor Miklós, László Róna – Jenö Pálfalvi, György Margó, Ferenc Szamósi – Frigyes Helméczy, István Hubay.
 Kanada –  Maďarsko	1:1 (1:1, 0:0, 0:0 – 0:0, 0:0, 0:0 pp)
18. února 1938 (16:30) – Praha (Zimní stadion Štvanice)

Branky a nahrávky  Kanady: 6. Roy Heximer (Johnny Godfrey, Buster Portland).

Branky a nahrávky Maďarska: 15. László Róna (Sándor Miklós).

Rozhodčí: André Poplimont (BEL), Albert Geromini (SUI)

Vyloučení: 4:0 z toho Russel na 5 minut.
Kanada: John Coulter – Buster Portland, Johnny Godfrey – Roy Heximer, Pat McReavy, Percy Allen – Gordie Bruce, Reg Chipman, Jimmy Russell – Jack Marshall.
Maďarsko: István Hircsák – Zoltán Jeney, Miklós Barcza – Béla Háray, Sándor Miklós, László Róna – Jenö Pálfalvi, György Margó, Ferenc Szamósi – István Hubay.

### Semifinále
Kanada –  Německo 1:0 (0:0, 0:0, 1:0)
19. února 1938 – (následně po utkání Švýcarsko – Švédsko) Praha (Zimní stadion Štvanice)

Branky a nahrávky Kanady: 38. Gordie Bruce (Reg Chipman).

Rozhodčí: André Poplimont (BEL), Tadeusz Sachs (POL)

Vyloučení: 1:1
Kanada: John Coulter – Buster Portland, Johnny Godfrey – Roy Heximer, Pat McReavy, Percy Allen – Gordie Bruce, Reg Chipman, Jimmy Russell – Jack Marshall.
Německo: Alfred Hoffmann – Gustav Jaenecke, Rudolf Tobien - Hans Lang, Georg Strobl, Philipp Schenk – Roman Kessler, Rudolf Ball, Herbert Schibukat – Anton Wiedemann, Walter Schmidinger.
 Velká Británie –  Československo	1:0 (0:0, 0:0, 1:0)
19. února 1938 (20:00) – Praha (Zimní stadion Štvanice)

Branky Velké Británie: 35. Archibald Stinchcombe.

Rozhodčí: André Poplimont (BEL), Tadeusz Sachs (POL)

Vyloučení: 0:2 (využití 0:0)
ČSR: Bohumil Modrý – František Pácalt, Jaroslav Pušbauer – Ladislav Troják, Josef Maleček, Oldřich Kučera – Alois Cetkovský, František Pergl,  Jaroslav Císař.
Velká Británie: James Foster – Robert Wyman, Gordon Dailley – John Davey, Alexander Chappell, Pete Halford – Alexander Archer, Archibald Stinchcombe, Jimmy Kelly – Pete Woolsey.

### Finále
Kanada –  Velká Británie 3:1 (3:1, 0:0, 0:0)
20. února 1938 (20:00) – Praha (Zimní stadion Štvanice)

Branky a nahrávky Kanady: 5. Reg Chipman (Johnny Godfrey), 6. Pat McReavy, 14. Johnny Godfrey

Branky a nahrávky Velké Británie: 9. John Davey (Alexander Archer).

Rozhodčí: André Poplimont (BEL), Tadeusz Sachs (POL)

Vyloučení: 2:2
Kanada: John Coulter – Buster Portland, Johnny Godfrey – Roy Heximer, Pat McReavy, Percy Allen – Gordie Bruce, Reg Chipman, Jimmy Russell – Jack Marshall.
Velká Británie: James Foster – Robert Wyman, Gordon Dailley – John Davey, Alexander Chappell, Pete Halford – Alexander Archer, Archibald Stinchcombe, Jimmy Kelly – Pete Woolsey.

### O 3. místo
Československo -  Německo	3:0 (1:0, 2:0, 0:0)
20. února 1938 (16:00) – Praha (Zimní stadion Štvanice)

Branky a nahrávky Československa: 4. Alois Cetkovský (Zdeněk Jirotka, Jaroslav Císař), 25. Josef Maleček (Oldřich Kučera), 28. Ladislav Troják (Josef Maleček).

Rozhodčí: Tadeusz Sachs (POL), Sándor Minder (HUN)

Vyloučení: 2:1 (využití 0:0)
ČSR: Bohumil Modrý – František Pácalt, Jaroslav Pušbauer, Jan Michálek – Ladislav Troják, Josef Maleček, Oldřich Kučera – Alois Cetkovský, Zdeněk Jirotka, Jaroslav Císař - Drahoš Jirotka.
Německo: Wilhelm Egginger – Wild, Rudolf Tobien – Philipp Schenk, Georg Strobl, Hans Lang – Anton Wiedemann, Rudolf Ball, Herbert Schibukat – Alois Kuhn.

### O 5. místo
Švédsko –  Švýcarsko 2:0 (1:0, 0:0, 1:0)
19. února 1938 (15:00) – Praha (Zimní stadion Štvanice)

Branky a nahrávky Švédska: 4. Holger Engberg (Åke Erikson), 36. Stig Andersson (Karl Forsström,  Olle Andersson).

Rozhodčí: Franz Kreisel (GER), Vilém Fröhlich (TCH)

Vyloučení: 1:0
Švédsko: Kurt Svanberg – Axel Nilsson, Sven Bergqvist – Åke Erikson, Holger Engberg, Åke Erikson – Karl Forsström,  Olle Andersson, Stig Andersson – Lennart Hellman.
Švýcarsko: Albert Künzler – Christian Badrutt, Franz Geromini – Richard Torriani, Ferdinand Cattini, Hans Cattini – Charles Kessler, Heini Lohrer, Herbert Kessler - Albert Geromini, Otto Heller.

## Nejlepší střelci
| Poř. | Nejlepší střelci  | Branky |
| ---- | ----------------- | ------ |
| 1.   | Ferdinand Cattini | 14     |
| 2.   | John Davey        | 10     |
| 3.   | Richard Torriani  | 7      |
| 3.   | László Róna       | 7      |

## Soupisky

### Soupiska Kanady
Kanada (Sudbury Wolves)

Brankář: John Coulter, Mel Albright.

Obránci: Johnny Godfrey, Buster Portland.

Útočníci: Percy Allen, Pat McReavy, Roy Heximer, Gordie Bruce, Reg Chipman, Jimmy Russell, Jack Marshall, Glen Sutherland, Archie Burn.

Trenér: Max Silverman.

### Soupiska Velké Británie
Velká Británie

Brankář: James Foster, Reg Merrifield.

Obránci: Robert Wyman, Gordon Dailley, Ronnie Wilson, Pete Woolsey

Útočníci: John Davey, Alexander Archer, Jimmy Kelly, Pete Halford, Alexander Chappell, Archibald Stinchcombe, Art Ridley, John Gerald.

Trenér: Percy Nicklin.

### Soupiska Československa
Československo

Brankáři: Bohumil Modrý, Antonín Houba.

Obránci: František Pácalt, Jaroslav Pušbauer, Jan Michálek.

Útočníci: Ladislav Troják,  – Josef Maleček, Oldřich Kučera, František Pergl, Alois Cetkovský, Jaroslav Císař, Oldřich Hurych, Zdeněk Jirotka, Drahoš Jirotka.

Trenér: Mike Buckna.

### Soupiska Německa
4.  Německo

Brankáři: Wilhelm Egginger, Alfred Hoffmann.

Obránci: Gustav Jaenecke, Karl Wild, Rudolf Tobien.

Útočníci: Hans Lang, Georg Strobl, Alois Kuhn, Philipp Schenk, Roman Kessler, Walter Schmidinger, Anton Wiedemann, Rudi Ball, Herbert Schibukat.

Trenér: Bobby Bell (CAN)

### Soupiska Švédska
5.  Švédsko

Brankáři: Arne Johansson, Kurt Svanberg.

Obránci: Sven Bergqvist, Axel Nilsson.

Útočníci: Olle Andersson, Stig Emanuel Andersson, Åke Andersson, Holger Engberg, Åke Erikson, Karl Forsström, Lennart Hellman, Folke Jansson, Ragnar Johansson.

Trenér: Viking Harbom.

### Soupiska Švýcarska
6.  Švýcarsko

Brankáři: Arnold Hirtz, Albert Künzler.

Obránci: Franz Geromini, Christian Badrutt.

Útočníci: Charles Kessler, Heini Lohrer, Beat Ruedi, Richard Torriani, Hans Cattini, Ferdinand Cattini, Herbert Kessler, Albert Geromini. Otto Heller.

Trenér: Ulrich von Sury.

### Soupiska Maďarska
7.  Maďarsko

Brankáři: István Hircsák, Laszló Gati-Grozdics.

Obránci: Miklós Barcza, Pál Bekési-Bliesener, István Hubay-Hruby.

Útočníci: Zoltán Jeney, Sándor Miklós, László Róna, Béla Háray, György Margó, Frigyes Helméczy, Gyözö Ördödi, Jenö Pálfalvi, Ferenc Szamósi.

Trenéři: Frank Stapleford, Géza Lator.

### Soupiska Polska
7.  Polsko

Brankáři: Józef Stogowski, Kazimierz Tarlowski.

Obránci: Zbigniew Kasprzak, Witalis Ludwiczak, Herbert Urson.

Útočníci: Karol Marchewczyk, Andrzej Wolkowski, Adam Kowalski, Mieczyslaw Burda, Edmund Zielinski, Wladyslaw Król, Wladyslaw Michalik, Henrik Przedpelski, Alfred Andrzejewski.

Trenér: Przemyslaw Warmiński

### Soupiska USA
7.  USA

Brankáři: Gerry Cosby.

Obránci: Alfred Van, Spencer Wagnild, John Hutchinson.

Útočníci: Art Bogue, Ralph Dondi, George Quirk, Larry Charest, Hugh Young, Ray Lemieux.

Trenér (hrající): John Hutchinson.

### Soupiska Lotyšska
10.  Lotyšsko

Brankáři: Roberts Lapainis, Herberts Kušķis.

Obránci: Leonīds Vedējs, Kārlis Paegle, Augusts Ozols.

Útočníci: Edgars Klāvs, Ādolfs Petrovskis, Arvīds Pētersons, Roberts Bluķis, Ludvigs Putniņš, Kārlis Zilpaušs, Aleksejs Auziņš, Harijs Vītoliņš.

### Soupiska Litvy
10.  Litva

Brankáři: Antanas Mačius, Alfonsas Gudaitis.

Obránci: Bronius Kuzmickas, Antanas Kuzmickas, Vladas Karalius.

Útočníci: Juozas Klimas, Vytautas Ilgūnas, Jurgis Grigalauskas, Eleuterijs Bačinskas, Antanas Jocius, Vladas Karalius, Vladas Matulevičius, Stasys Vasaitis, Alfredas Hofmanas, Vilhelmas Dornas (Wilhelm Dorn).

### Soupiska Rakouska
10.  Rakousko

Brankáři: Josef Wurm, Karl Ördogh.

Obránci: Rudolf Vojta, Franz Csöngei

Útočníci: Karl Kirchberger, Oskar Nowak, Friedrich Demmer, Franz Zehetmayer, Hans Tatzer, Walter Feistritzer, Max Schneider, Hans Schneider, Hans Stertin.

Trenér: Hans Weinberger.

### Soupiska Rumunska
13.  Rumunsko

Brankáři: Emil Maesciuc, Gheorghe Fluieras.

Obránci: Paul Anastasiu, Laszló Biró.

Útočníci: Stefan Tomovici, Alexandru Hugaru, Alexandru Botez, Wilhelm Suck, Anton Panenca, Robert Sadowski, Constantin Tico, Alexandru Theodorescu, Radu Tanase.

### Soupiska Norska
13.  Norsko

Brankáři: Ernst Heinrichsen, Hans Fjeld.

Obránci: Johan Narvestad, Hans Jensen, Rudolf Eisenhardt.

Útočníci: Eugen Skalleberg, Per Linnés, Ottar Buran, Johnny Larsen, Knut Bogh, Kaare Hansen, Per Dahl.

## Konečné pořadí
| 12. | Mistrovství světa | Z | V | R | P | Skóre | B  |
| --- | ----------------- | - | - | - | - | ----- | -- |
| 1.  | Kanada            | 7 | 6 | 1 | 0 | 17:6  | 13 |
| 2.  | Velká Británie    | 8 | 6 | 1 | 1 | 27:8  | 13 |
| 3.  | ČSR               | 7 | 4 | 1 | 2 | 9:6   | 9  |
| 4.  | Německo           | 8 | 3 | 0 | 5 | 12:9  | 6  |
| 5.  | Švédsko           | 6 | 2 | 2 | 2 | 8:7   | 6  |
| 6.  | Švýcarsko         | 7 | 5 | 0 | 2 | 34:7  | 10 |
| 7.  | Maďarsko          | 6 | 2 | 1 | 3 | 14:8  | 5  |
| 7.  | Polsko            | 6 | 3 | 0 | 3 | 16:16 | 6  |
| 7.  | USA               | 6 | 3 | 1 | 2 | 10:5  | 7  |
| 10. | Lotyšsko          | 4 | 1 | 0 | 3 | 4:8   | 2  |
| 10. | Litva             | 4 | 1 | 0 | 3 | 3:33  | 2  |
| 10. | Rakousko          | 3 | 0 | 1 | 2 | 1:5   | 1  |
| 13. | Rumunsko          | 4 | 0 | 0 | 4 | 2:15  | 0  |
| 13. | Norsko            | 4 | 0 | 0 | 4 | 2:26  | 0  |

| 23. | Mistrovství Evropy |
| 1.  | Velká Británie     |
| 2.  | ČSR                |
| 3.  | Německo            |
| 4.  | Švédsko            |
| 5.  | Švýcarsko          |
| 6.  | Maďarsko           |
| 6.  | Polsko             |
| 8.  | Lotyšsko           |
| 8.  | Litva              |
| 8.  | Rakousko           |
| 11. | Rumunsko           |
| 11. | Norsko             |